# 甘泉街道
甘泉街道是江苏省扬州市邗江区的一个街道，原邗江县古镇之一，清朝时曾设置甘泉县。2008年5月18日到2011年11月期间归维扬区，设立甘泉街道，辖甘泉居委会和长塘、公路集、双山、老山、焦巷、五湖、双塘、姚湾、香巷9个村委会。甘泉街道位于扬州西北郊，距市中心8千米，属丘陵地带，东与槐泗镇相邻，南与西湖街道接壤，西与杨庙镇、仪征市刘集镇毗邻，北与杨寿镇相连。